# Object VR
 Denne artikel bør gennemlæses af en person med fagkendskab for at sikre den faglige korrekthed.

Object VR er en sammensætning af to begreber: Object og Virtual Reality, dvs et fysisk objekt der fremvises virtuelt (f.eks. på en computerskærm).
Et Object VR bruges ofte på Internettet til visning af produkter da hovedformålet med Object VR er at vise et object fra flere sider.
Der findes to typer Object VR: Single Row Object VR og Multi Row Object VR.
Med et Single Row Object VR kan objektet roteres om én aksel men med MultiRow Object VR kan roteres om flere aksler som giver mulighed for at se objektet forfra, bagfra og fra top og bund.
For at lave et Object VR, skal produktet først fotograferes. Billederne skal tages så produktet så det er repræsenteret fra flere vinkler.
Når billederne er taget, skal de læses ind i et Object VR Authoring Program der sammensætter billederne til en roterende produktpræsentation.
Den færdige præsentation kan til sidst lægges på en hjemmeside og et Object VR er født.

## Eksterne links
Se et eksempel på en Single Row Object VR her. Arkiveret 9. februar 2011 hos  Wayback Machine